# Hendrik Klein
Hendrik Klein (Amsterdam, 2 juli 1886 – Apeldoorn, 12 april 1945) was een humanitaristische ondernemer. 
Hendrik was een zoon van scheepstimmerman Pieter Klein en Maria Wolff. Hij trouwde in 1910 met de modiste Johanna Schoenmaker en kreeg met haar een zoon Paul. Vervolgens huwde hij met de weduwe Tonia Hardenberg en haar zoon Jaap. Uit dit tweede huwelijk werd in 1934 hun zoon Roland geboren. Klein had al een relatie met Hardenberg toen zijn eerste vrouw nog leefde. 

## Samenwerkende Handelsbedienden
Hendrik Kleins vader was al jong gestorven waarna zijn moeder een textielwinkeltje begon in een kelderwoning aan de Hoogte Kadijk. Bij zijn opleiding tot hovenier deed Hendrik tijdens zijn 'Wanderschaften' door Duitsland veel praktische kennis van de natuur op. Hij werd echter geen hovenier maar handelsreiziger en begon met zijn zwager winkels in huishoudelijke artikelen. De familie Klein ging wonen boven de hoofdwinkel aan de Hoogstraat in Rotterdam. Tot hun winkelketen behoorden ook zaken in Den Haag en Utrecht en er was een grossierderij die de winkels van artikelen voorzag. Het aantal Rotterdamse winkels groeide uit tot vijf en werden 'Volkslux' genoemd. 
Klein was in zijn jeugdjaren al in contact gekomen met Domela Nieuwenhuis. Later maakte hij kennis met de tuinbouwkolonie Walden van Frederik van Eeden. Diens Bussumse kolonie was gebaseerd op gemeenschappelijk grondbezit. De grossierderij was inmiddels gegroeid tot 80 werknemers. Nadat hij de rechten van de grossierderij overgenomen had van zijn zwager richtte hij in 1920 voor deze werknemers de Samenwerkende Handelsbedienden (Saha) op. Via de Saha kreeg het personeel aandelen en rechten in de onderneming. De Saha sloot zich aan bij de vereniging Gemeenschappelijk Grondbezit (GGB) die ontstaan was uit de coöperatieprojecten van Frederik van Eeden en christen-anarchisten.

## Natuurvriendenhuis Morgenrood
In 1935 woonde Klein als koopman aan de Steenweg in Utrecht. In 1932 kocht hij een lapje grond aan de Scheibaan in het Brabantse dorpje Haaren bij Oisterwijk.
Voor zijn werknemers maakte hij er een primitief vakantieoord van met de naam Natuurvriendenhuis Morgenrood. Om de exploitatiekosten te drukken werd het vakantiekamp ook opengesteld voor anderen. Klein bouwde een oude autobus en een huttendek van een boot om tot slaapgelegenheden. Werklozen mochten tegen speciale tarieven in het vakantiekamp verblijven. Klein organiseerde wandelingen en leidde blootsvoets de gasten rond door de bossen. Tijdens deze wandelingen vertelde hij sagen. Het gemengd zwemmen door de gasten in het nabijgelegen Belversven gebeurde stiekem, omdat de lokale overheid gemengd zwemmen verboden had. Klein was vegetariër en stelde Morgenrood open voor joodse vluchtelingen uit Duitsland. Toen er geen vergunning werd verleend om Morgenrood uit te breiden, verhuisde Klein naar Oisterwijk waar hij zich in liet schrijven als 'reiziger'. De moeilijkheden met de lokale overheden maakten dat Klein Oisterwijk verliet. In 1938 verkocht hij Morgenrood aan het Instituut voor Arbeidersontwikkeling met de bepaling dat de naam Morgenrood niet mocht worden veranderd. 

## De Dageraad
Na zijn vertrek uit Oisterwijk zwierf Klein en tijd met zijn vrouw en jongste zoon door Europa. Zijn winkelketen had hij toen reeds afgestoten. Terug in Nederland kocht hij een boerderijtje bij Hulshorst op de Veluwe. Hij verbouwde het tot een niet-commercieel vakantieoord De Dageraad. Tot de bezoekers van De Dageraad behoorde ook vrijdenker Anton Constandse. 

## Tweede Wereldoorlog
Begin jaren dertig was Klein in Utrecht voorzitter van de Filmliga. De Filmliga draaide in het begin jaren dertig veel anti-nationaalsocialistische films die niet aan bod kwamen in de Nederlandse bioscopen.
In de Tweede Wereldoorlog was Klein contactpersoon in het verzet voor de hulp aan onderduikers. Zijn onderkomens in Hulshorst waren beschikbaar als eventuele opslag. Met Pasen 1945 werd hij opgehaald door de Duitsers waarna hij op 12 april 1945 werd geëxecuteerd in het Kruisjesdal bij Hoog Soeren wegens 'terrorisme en verboden wapenbezit'. Nadat kort na de oorlog een kleine herdenkingssteen was geplaatst werd in 1970 op initiatief van de Reünistenvereniging Oud-Illegale Werkers Apeldoorn een nieuw herdenkingsmonument onthuld. Daarop stonden de namen van de mensen die op 12 en 13 april 1945 waren gefusilleerd. Klein werd herbegraven op de gemeentelijke begraafplaats van Nunspeet.
In 1985 werd in het Staalbergven een openluchtspel opgevoerd over de strijd tussen Hendrik Klein en zijn gasten op vakantiekamp 'Morgenrood' met de Oisterwijkse geestelijkheid en elite over het gemengd zwemmen in het Oisterwijkse natuurwater.